# Triângulo amoroso

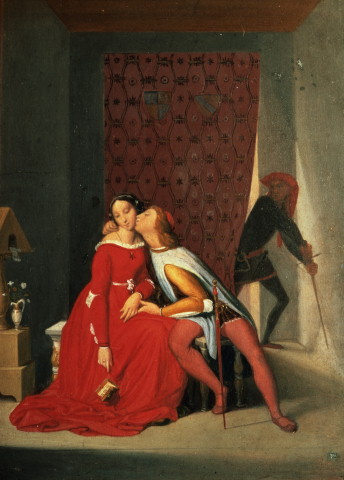
A pintura Gianciotto découvre Paolo and Francesca ("Gianciotto descobre Paolo e Francesca", em português), de Jean-Auguste Dominique Ingres retrata um triângulo amoroso presente na Divina Comédia de Dante Alighieri.

Um triângulo amoroso refere-se a uma relação amorosa que envolve três pessoas - o que pode implicar que duas dessas pessoas estejam romanticamente ligadas a uma mesma pessoa ou, mesmo, que cada um sinta algo semelhante pelos outros dois. Também pode ser quando a primeira sente atração pela segunda, sendo que esta está apaixonada pela terceira. Um triângulo amoroso não implica necessariamente relacionamento sexual, podendo ser de carácter amigável. Se contarmos com relacionamentos homossexuais ou bissexuais, as combinações possíveis são várias. Na maior parte das vezes, ao envolver sentimentos de traição, ciúme ou amor não correspondido, ou num contexto monogâmico, o triângulo amoroso é considerado de forma negativa por uma das partes. Não se deve confundir, contudo, este conceito com ménage à trois, que se refere a uma relação sexual envolvendo três pessoas.
O triângulo amoroso é um dos temas mais explorados pelo universo ficcional em óperas, romances, banda desenhada ou mesmo em canções. Um dos mais famosos triângulos amorosos da história da literatura é o que envolveu Lancelote, Guinevere e o Rei Artur, em que este é alvo da infidelidade dos dois primeiros: um dos seus cavaleiros mais amados e a sua mulher. O tema foi desenvolvido também, de forma paradigmática, no filme de François Truffaut Jules et Jim.